# Thörishaus
Thörishaus (berndeutsch Törishuus [tœɾisˈhuːs]) ist eine Ortschaft, welche teilweise zur Gemeinde Köniz bei Bern (östlicher, grösserer Teil) und teilweise zur Gemeinde Neuenegg (westlicher Teil) gehört. Aufgrund dieser politischen Aufteilung wahrt der Ortsverein Thörishaus (OVT) die Gesamtinteressen der Ortschaft Thörishaus.
Thörishaus hat auf dem Gemeindegebiet von Köniz 1133 Einwohner und erstreckt sich über eine Fläche von 3,5 Quadratkilometern. Es liegt südwestlich der Hauptstadt Bern. Das Dorf ist gut erschlossen mit den zwei SBB-Stationen Thörishaus-Station (Hahlen) und Thörishaus-Dorf.
Seit 1860 verfügt Thörishaus über einen Bahnanschluss. Im selben Jahr siedelten sich an der Bahnstation Thörishaus-Hahlen Gewerbe und industrielle Betriebe an. Aufgrund dieses industriellen Aufschwungs wurde im Juli 1863 ein Postlokal im Stationsgebäude eröffnet. 1907 wurde eine Telefonzentrale errichtet, welche 1938 automatisiert wurde. Zwischen 1892 und 1954 wurde die Poststelle drei Mal umgesiedelt, und im April 2014 wurde die Post am Bahnhof Thörishaus Dorf geschlossen. Seitdem werden Postdienstleistungen in der Landi Thörishaus angeboten (Stand 2017).